# Mays Landing
Mays Landing è un census-designated place (CDP) degli Stati Uniti d'America, situato nello stato del New Jersey, nella contea di Atlantic, della quale è il capoluogo.